# 몬스터 헌트 2
《몬스터 헌트2: 요괴사냥단》(Zhuo Yao Ji 2, Monster Hunt 2)은 중국에서 제작된 라맨 허 감독의 2017년 판타지, 모험, 액션 영화이다. 양조위 등이 주연으로 출연하였고 강지강 등이 제작에 참여하였다. 2015년 몬스터 헌트의 후속작으로서 중국과 홍콩에서 2018년 2월 16일 개봉되었다.

## 출연

### 주연
- 양조위
- 바이바이허
- 징보란

### 조연
- 양우녕
- 오군여
- 증지위
- 리위춘

## 기타
- 공동제작: 장 핑
- 협력프로듀서: 주혜곤
- 미술: 기욤 아레토스
- 미술: 타네다 요헤이
- 시각효과: 반곡유
- 의상: 해중문